# Steve Foster
Stephen „Steve“ Brian Foster (* 24. September 1957 in Portsmouth) ist ein ehemaliger englischer Fußballspieler. Zwischen 1982 und 1984 bestritt er drei Länderspiele für England und stand im englischen Kader der Fußball-Weltmeisterschaft 1982 in Spanien.

## Karriere

### FC Portsmouth (1975–1979)
Steve Foster startete seine Spielerkarriere in der Saison 1975/76 beim zweitklassigen FC Portsmouth. Nach dem Abstieg in die dritte Liga in seiner ersten Saison stieg Portsmouth 1978 in die Football League Fourth Division ab. Foster verbrachte noch eine weitere Saison als Stammspieler in dieser Spielklasse, ehe er im Sommer 1979 zum Erstliganeuling Brighton & Hove Albion wechselte.

### Brighton & Hove Albion (1979–1984)
Der 21-jährige Steve Foster (38 Spiele/1 Tor) erspielte sich in der First Division 1979/80 direkt einen Stammplatz beim Aufsteiger und erreichte als Tabellensechzehnter den Klassenerhalt. Nachdem die Mannschaft aus dem südenglischen Brighton auch in den folgenden beiden Spielzeit den Erstligaverbleib realisiert hatte, stieg Foster (36 Spiele/1 Tor) in der Saison 1982/83 mit seiner Mannschaft als Letzter in die Second Division ab. Dafür gelang dem Verein mit dem Einzug ins Finale des FA Cup 1982/83 der größte Erfolg der Vereinsgeschichte. Der Außenseiter erreichte im ersten Spiel ohne Foster durch ein spätes Tor von Gary Stevens ein 2:2 gegen Manchester United. Am 26. Mai 1983 führte Steve Foster sein Team als Mannschaftskapitän auf den Rasen von Wembley, verlor jedoch dieses Mal deutlich mit 0:4.

### Aston Villa und Luton Town (1984–1989)
Am 3. März 1984 wechselte Steve Foster zu Aston Villa. Beim Europapokalsieger von 1982 bestritt er bis Ende der Saison 1983/84 sieben Ligaspiele (ein Tor). Nach zwei Treffern in acht Spielen 1984/85 wechselte er nach nur acht Monaten in Birmingham am 29. November 1984 zum Ligarivalen Luton Town. Auch in Luton etablierte sich Foster als Stammspieler und erreichte in der Football League First Division 1986/87 einen siebten Tabellenrang. Neben dem neunten Platz im Folgejahr zog Steve Foster mit seinen Mitspielern Danny Wilson und David Preece in das Finale des englischen Ligapokal 1987/88 ein. In seiner zweiten Finalpartie in Wembley gewann er mit dem 3:2 gegen den FC Arsenal seinen ersten Titel. Ein Jahr später zog der abstiegsgefährdete Verein erneut ins Ligapokalfinale ein, verlor jedoch diesmal mit 1:3 gegen Nottingham Forest.
Nach dem knapp erreichten Klassenerhalt verließ Steve Foster nach über fünf Jahren Luton und wechselte am 13. Juli 1989 zum Zweitligisten Oxford United. Nach drei Jahren in der Second Division kehrte er am 14. August 1992 mit fast 35 Jahren zu Brighton & Hove Albion zurück. Sein alter Verein war im Vorjahr in die dritte Liga abgestiegen und verblieb in dieser Spielklasse bis zur Saison 1995/96, als Brighton als Vorletzter in die vierte Liga abstieg. Steve Foster beendete daraufhin mit 38 Jahren seine Spielerkarriere.

### Englische Nationalmannschaft (1982–1984)
Steve Foster debütierte am 23. Februar 1982 bei einem 4:0-Heimsieg im Freundschaftsspiel gegen Nordirland in der englischen Nationalmannschaft. Nach einem weiteren Spiel in der WM-Vorbereitung wurde der 24-Jährige vom Nationaltrainer Ron Greenwood in den englischen WM-Kader berufen. Nach zwei Siegen in den ersten beiden Spielen der Fußball-Weltmeisterschaft 1982 in Spanien, kam Foster im dritten Spiel gegen Kuwait zu seinem ersten WM-Einsatz. England zog als Gruppensieger in die Zwischenrunde ein und scheiterte dort am späteren Finalisten Deutschland. Steve Foster wurde von Greenwoods Nachfolger Bobby Robson kein weiteres Mal berücksichtigt.

## Titel und Erfolge
- FA-Cup-Finalist: 1983 (2:2 und 0:4 gegen Manchester United)
- Ligapokalsieger: 1988 (3:2 gegen den FC Arsenal)
- Ligapokalfinalist: 1989 (1:3 gegen Nottingham Forest)